# 105-й артиллерийский полк (Великобритания)
105-й полк Королевской артиллерии (англ. 105th Regiment Royal Artillery), известный также как 105-й артиллерийский полк или Шотландские и Ольстерские канониры (англ. The Scottish & Ulster Gunners) — артиллерийский полк Британской армии, образованный в 1986 году. Оснащён гаубицами L118. Добровольцы вербуются в Шотландии и Северной Ирландии.

## История
Образован 1 апреля 1986 как 105-й (шотландский добровольческий) зенитный артиллерийский полк Королевской артиллерии (англ. 105 (Scottish) Air Defence Regiment Royal Artillery (Volunteers)). Штаб-квартира — Артиллерийские палаты Эдинбурга, около Редфордских казарм. В состав полка вошли 207-я зенитная батарея из Глазго, 212-я зенитная батарея из Арброта и 218-я зенитная батарея из Ливингстона. Вооружение — зенитные ракеты «Старстрик». В 1987 году в Данди была сформирована также 219-я зенитная батарея, присоединившаяся к полку.
В 1993 году после принятия очередного закона об армии 206-я ольстерская батарея была включена в состав полка, покинув 102-й зенитный артиллерийский полк, а 218-ю и 219-ю батарею расформировали. Полк стал называться просто 105-м (добровольческим) полком Королевской артиллерии. По программе перевооружения Army 2020 в состав полка войдёт 278-я (лоулендская) батарея из Ливингстона.

## Батареи
Полк состоит из следующих батарей (недоступная ссылка):
- Полковая штаб-квартира (Эдинбург)
- 206-я артиллерийская батарея[англ.]
  - Отряд A (Ньютаунардс)
  - Отряд B (Колрейн)
- 207-я артиллерийская батарея[англ.]
  - Отряд C (Партик, Глазго)
  - Отряд D (Колинтон, Эдинбург)
- 212-я артиллерийская батарея
  - Отряд E (Арброт)
  - Отряд F (Керколди)
  - Отряд G (Леруик)